# James McRae
James McRae (ur. 27 czerwca 1987) – australijski wioślarz, brązowy medalista olimpijski, mistrz świata.

## Osiągnięcia
- Mistrzostwa świata – Monachium 2007 – czwórka podwójna – 10. miejsce
- Igrzyska olimpijskie – Pekin 2008 – czwórka podwójna – 4. miejsce
- Mistrzostwa świata – Hamilton 2010 – czwórka podwójna – 3. miejsce
- Mistrzostwa świata – Bled 2011 – czwórka podwójna – 1. miejsce
- Igrzyska olimpijskie – Londyn 2012 – czwórka podwójna – 3. miejsce
- Mistrzostwa świata – Amsterdam 2014 – dwójka podwójna – 3. miejsce